# Кебкало Тамара Григорівна
Кебкало Тамара Григорівна (нар. 10 червня 1954, м.Переяслав) — український вчений у галузі нейрофізіології та біології, кандидат біологічних наук (1991), доцент. Відмінник освіти України, секретар вченої ради ПХДПУ ім. Сковороди, завідувач кафедри валеології, анатомії та фізіології з 1998 по 2012 роки.

## Життєпис
Народилася 10 червня 1954 року в місті Переяслав, Київської області. У 1977 році закінчила біологічний факультет Київського державного університету ім. Т.Г. Шевченка. З 1978 по 1993 роки працювала у відділі фізіології нервової системи, лабораторії фізіології спинного мозку Інституту фізіології ім. О.О. Богомольця. У 1991 році захистила кандидатську дисертацію за темою науково-дослідної роботи «Структурна організація і зв’язки локомоторних областей стовбура мозку». Проведена робота була високо оцінена закордонними науковцями та експертами і у 1994 Фонд Джорджа Сороса виділив грант на розвиток цієї теми. З 1998 по 2012 роки очолювала кафедру валеології, анатомії та фізіології. Доповідач IV Міжнародного конгресу зі спеціальної педагогіки та психології у 2018 році.

## Наукова робота
Автор понад 80 наукових робіт  , , , 
Окремі праці
- Т.Г. Кебкало «Цитологія. Спеціальна гістологія» / Т.Г.Кебкало, 2015. — 130 с.
- Т.Г. Кебкало, О.А. Палієнко «Фізіологія людини і тварини» / 2015.